# Trachypollia didyma
Trachypollia didyma is een slakkensoort uit de familie van de Muricidae. De wetenschappelijke naam van de soort is voor het eerst geldig gepubliceerd in 1943 door Schwengel.